# Luci Egnatuleu
Luci Egnatuleu (en llatí Lucius Egnatuleius) va ser un magistrat romà del segle i aC. Formava part de la gens Egnatúlia, una gens romana d'origen plebeu de la qual es coneixen molt pocs membres.
Va ser qüestor l'any 44 aC i va tenir el comandament de la Legio IV, que va desertar del camp de Marc Antoni al d'Octavi August. Com a recompensa Ciceró va proposar al senat romà que li concedís el dret a exercir càrrecs públics tres anys abans de l'edat legal establerta.